# Remo nos Jogos Olímpicos de Verão de 2024
As competições de remo nos Jogos Olímpicos de Verão de 2024 em Paris, na França, aconteceram entre 27 de julho e 3 de agosto no Estádio Náutico de Vaires-sur-Marne, na Ilha de França. O número de remadores competindo em quatorze provas nesses Jogos foi reduzido de 526 para 502, com uma distribuição igualitária entre homens e mulheres. Apesar da diminuição no número dos competidores, o programa do remo para Paris 2024 permaneceu o mesmo da edição anterior, com a mesma quantidade de eventos para homens e mulheres (sete cada).

## Qualificação
Até 502 vagas estavam disponíveis, cerca de vinte e quatro a menos do que em Tóquio 2020. Os Comitês Olímpicos Nacionais (CON) classificados tiveram direito a inscrever um único barco para cada uma das quatorze categorias.
O período de qualificação começou no Campeonato Mundial de Remo de 2023, entre 3 a 10 de setembro em Belgrado, Sérvia, onde cerca de dois terços das vagas totais foram concedidas às equipes mais bem classificadas em cada categoria olímpica. Explicitamente, essas vagas foram distribuídas aos CONs, não a remadores específicos, sendo os nove primeiros no skiff simples (tanto masculino quanto feminino), os sete primeiros no skiff duplo leve, quatro sem e skiff quádruplo, os cinco primeiros no oito com e os onze primeiros cada um em ambas as classes de gênero do skiff duplo. O restante das vagas foi atribuído aos remadores qualificados em cada uma das quatro regatas de qualificação continental na Ásia e Oceania, nas Américas, na África e na Europa, e na regata de qualificação olímpica final em Lucerna, Suíça.
Como país-sede, a França reservou uma vaga no skiff simples masculino e feminino. Quatro vagas de cota (duas por gênero) deram direito aos CONs convidados pela Comissão Tripartite.

## Formato
O programa do remo contou com um total de quatorze eventos, sete para homens e mulheres em classes de barco idênticas, assim como ocorrera em Tóquio 2020. Essa igualdade de gênero foi sugerida pela World Rowing em seu congresso de fevereiro de 2017, com a recomendação adotada pelo Comitê Olímpico Internacional em junho de 2017. Esta foi a última Olimpíada em que o remo leve foi disputado, já que será substituído pelo remo costeiro em Los Angeles 2028.
Os eventos para Paris 2024 consistiram em eventos masculinos e femininos para duas disciplinas de remo:
- Barcos parelhos (sweep), onde cada remador usa um único remo:

- Dois sem
- Quatro sem
- Oito com (timoneiros sem a obrigatoriedade de gênero)

- Barcos de ponta (esquife), onde os remadores usam dois remos colocados em lados opostos do barco:

- Skiff simples
- Skiff duplo
- Skiff duplo leve (peso restrito)
- Skiff quádruplo

## Calendário
As competições de remo se iniciaram em 27 de julho com as eliminatórias do skiff simples, skiff duplo e skiff quádruplo e se encerraram em 3 de agosto de 2024 com as finais do skiff simples e do oito com. As disputas masculinas e femininas de cada evento foram realizadas no mesmo dia.
| Q | Qualificatórias | R | Repescagem | ¼ | Quartas de final | ½ | Semifinais | F | Final |

| DataEvento       | Sáb 27 jul | Dom 28 jul | Seg 29 jul | Ter 30 jul | Qua 31 jul | Qui 1 ago | Sex 2 ago | Sáb 3 ago |
| ---------------- | ---------- | ---------- | ---------- | ---------- | ---------- | --------- | --------- | --------- |
| Skiff simples    | Q          | R          | ½          | ¼          | ½          | ½         | F         | F         |
| Dois sem         |            | Q          | R          |            | ½          |           | F         |           |
| Skiff duplo      | Q          | R          |            | ½          |            | F         |           |           |
| Skiff duplo leve |            | Q          | R          |            | ½          |           | F         |           |
| Quatro sem       |            | Q          |            | R          |            | F         |           |           |
| Skiff quádruplo  | Q          |            | R          |            | F          |           |           |           |
| Oito com         |            |            | Q          |            |            | R         |           | F         |

## Nações participantes
Ao todo, 65 CONs enviaram seus remadores qualificados, além da equipe de Atletas Individuais Neutros. Entre parênteses encontra-se representada a quantidade de competidores.
- RSA África do Sul (3)
- GER Alemanha (23)
- ANG Angola (1)
- ALG Argélia (2)
- ARG Argentina (4)
- AIN Atletas Individuais Neutros (2)
- AUS Austrália (37)
- AUT Áustria (3)
- AZE Azerbaijão (1)
- BEL Bélgica (3)
- BER Bermudas (1)
- BRA Brasil (2)
- BUL Bulgária (2)
- CAN Canadá (11)
- KAZ Cazaquistão (1)
- CZE Chéquia (6)
- CHI Chile (4)
- CHN China (14)
- CRO Croácia (5)
- CUB Cuba (2)
- DEN Dinamarca (16)
- EGY Egito (3)
- SLO Eslovênia (2)
- ESP Espanha (9)
- USA Estados Unidos (42)
- EST Estônia (4)
- PHI Filipinas (1)
- FRA França (12)
- GBR Grã-Bretanha (42)
- GRE Grécia (7)
- HKG Hong Kong (1)
- HUN Hungria (1)
- IND Índia (1)
- INA Indonésia (1)
- IRI Irã (3)
- IRL Irlanda (16)
- ITA Itália (34)
- JPN Japão (5)
- KUW Kuwait (1)
- LBA Líbia (1)
- LTU Lituânia (8)
- MAR Marrocos (1)
- MEX México (3)
- MON Mônaco (1)
- NCA Nicarágua (1)
- NOR Noruega (10)
- NZL Nova Zelândia (20)
- NED Países Baixos (33)
- PAR Paraguai (2)
- PER Peru (3)
- POL Polônia (6)
- ROU Romênia (35)
- SRB Sérvia (3)
- SGP Singapura (1)
- SUD Sudão (1)
- SUI Suíça (17)
- THA Tailândia (1)
- TOG Togo (1)
- TUN Tunísia (3)
- TUR Turquia (1)
- UKR Ucrânia (6)
- UGA Uganda (1)
- URU Uruguai (1)
- UZB Uzbequistão (3)
- VIE Vietnã (1)
- ZIM Zimbabwe (1)

## Medalhistas
Masculino
| Evento                    | Ouro | Prata | Bronze |
| ------------------------- | --- | --- | --- |
| Skiff simples detalhes    | Oliver Zeidler GER Alemanha | Yauheni Zalaty AIN Atletas Individuais Neutros | Simon van Dorp NED Países Baixos |
| Skiff duplo detalhes      | Andrei Cornea Marian Enache ROU Romênia | Melvin Twellaar Stef Broenink NED Países Baixos | Daire Lynch Philip Doyle IRL Irlanda |
| Skiff quádruplo detalhes  | Lennart van Lierop Finn Florijn Tone Wieten Koen Metsemakers NED Países Baixos                                                                   | Luca Chiumento Luca Rambaldi Giacomo Gentili Andrea Panizza ITA Itália                                                                                        | Fabian Barański Mateusz Biskup Dominik Czaja Mirosław Ziętarski POL Polônia                                                                                     |
| Dois sem detalhes         | Martin Sinković Valent Sinković CRO Croácia | Oliver Wynne-Griffith Thomas George GBR Grã-Bretanha | Roman Röösli Andrin Gulich SUI Suíça |
| Quatro sem detalhes       | Nick Mead Justin Best Michael Grady Liam Corrigan USA Estados Unidos                                                                             | Oliver Maclean Logan Ullrich Tom Murray Matt Macdonald NZL Nova Zelândia                                                                                      | Oliver Wilkes David Ambler Matt Aldridge Freddie Davidson GBR Grã-Bretanha                                                                                      |
| Oito com detalhes         | Morgan Bolding Sholto Carnegie Rory Gibbs Thomas Ford Jacob Dawson Charles Elwes Thomas Digby James Rudkin Harry Brightmore (T) GBR Grã-Bretanha | Ralf Rienks Olav Molenaar Sander de Graaf Ruben Knab Gert-Jan van Doorn Jacob van de Kerkhof Jan van der Bij Mick Makker Dieuwke Fetter (T) NED Países Baixos | Henry Hollingsworth Nicholas Rusher Christian Tabash Clark Dean Christopher Carlson Peter Chatain Evan Olson Pieter Quinton Rielly Milne (T) USA Estados Unidos |
| Skiff duplo leve detalhes | Fintan McCarthy Paul O'Donovan IRL Irlanda | Stefano Oppo Gabriel Soares ITA Itália | Petros Gkaidatzis Antonios Papakonstantinou GRE Grécia |

Feminino
| Evento                    | Ouro | Prata | Bronze |
| ------------------------- | --- | --- | --- |
| Skiff simples detalhes    | Karolien Florijn NED Países Baixos | Emma Twigg NZL Nova Zelândia | Viktorija Senkutė LTU Lituânia |
| Skiff duplo detalhes      | Brooke Francis Lucy Spoors NZL Nova Zelândia | Ancuța Bodnar Simona Radiș ROU Romênia | Mathilda Hodgkins-Byrne Rebecca Wilde GBR Grã-Bretanha                                                                                             |
| Skiff quádruplo detalhes  | Lauren Henry Hannah Scott Lola Anderson Georgina Brayshaw GBR Grã-Bretanha                                                                                      | Laila Youssifou Bente Paulis Roos de Jong Tessa Dullemans NED Países Baixos                                                                                     | Maren Völz Tabea Schendekehl Leonie Menzel Pia Greiten GER Alemanha                                                                                |
| Dois sem detalhes         | Ymkje Clevering Veronique Meester NED Países Baixos | Ioana Vrînceanu Roxana Anghel ROU Romênia | Jessica Morrison Annabelle McIntyre AUS Austrália                                                                                                  |
| Quatro sem detalhes       | Marloes Oldenburg Hermijntje Drenth Tinka Offereins Benthe Boonstra NED Países Baixos                                                                           | Helen Glover Esme Booth Samantha Redgrave Rebecca Shorten GBR Grã-Bretanha                                                                                      | Jackie Gowler Phoebe Spoors Davina Waddy Kerri Williams NZL Nova Zelândia                                                                          |
| Oito com detalhes         | Adriana Adam Roxana Anghel Amalia Bereș Ancuța Bodnar Maria-Magdalena Rusu Maria Lehaci Ioana Vrînceanu Simona Radiș Victoria-Ștefania Petreanu (T) ROU Romênia | Abigail Dent Caileigh Filmer Kasia Gruchalla-Wesierski Maya Meschkuleit Sydney Payne Jessica Sevick Kristina Walker Avalon Wasteneys Kristen Kit (T) CAN Canadá | Annie Campbell-Orde Holly Dunford Emily Ford Lauren Irwin Heidi Long Rowan McKellar Eve Stewart Harriet Taylor Henry Fieldman (T) GBR Grã-Bretanha |
| Skiff duplo leve detalhes | Emily Craig Imogen Grant GBR Grã-Bretanha | Gianina van Groningen Ionela Cozmiuc ROU Romênia | Dimitra Kontou Zoi Fitsiou GRE Grécia |

## Quadro de medalhas

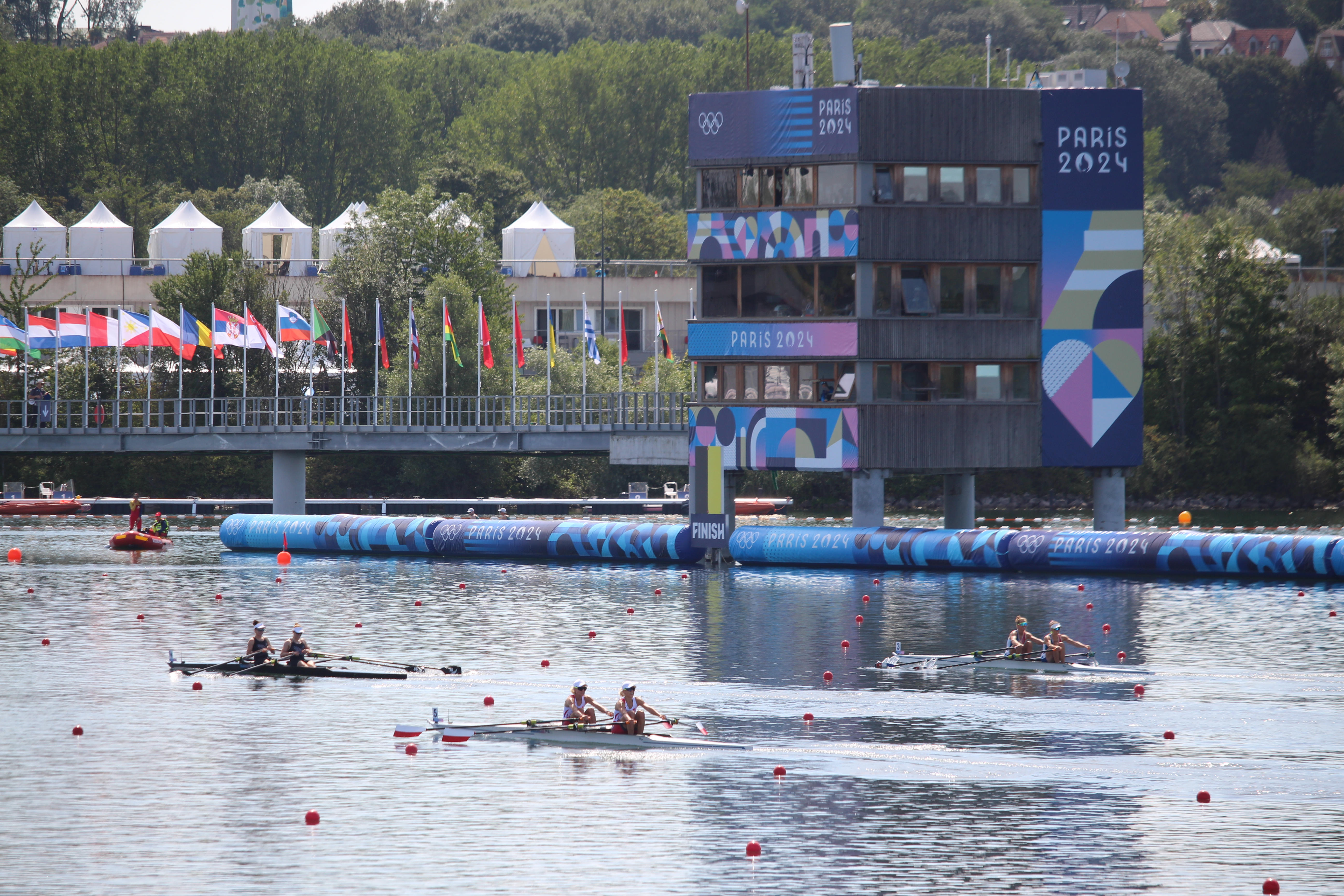
Disputa do skiff duplo leve feminino no Estádio Náutico de Vaires-sur-Marne

| Ordem | País                            | Medalha de ouro | Medalha de prata | Medalha de bronze |    | Ordem por total |
| ----- | ------------------------------- | --------------- | ---------------- | ----------------- | -- | --------------- |
| 1     | NED Países Baixos               | 4               | 3                | 1                 | 8  | 1               |
| 2     | GBR Grã-Bretanha                | 3               | 2                | 3                 | 8  | 1               |
| 3     | ROU Romênia                     | 2               | 3                |                   | 5  | 3               |
| 4     | NZL Nova Zelândia               | 1               | 2                | 1                 | 4  | 4               |
| 5     | GER Alemanha                    | 1               |                  | 1                 | 2  | 5               |
|       | USA Estados Unidos              | 1               |                  | 1                 | 2  | 5               |
|       | IRL Irlanda                     | 1               |                  | 1                 | 2  | 5               |
| 8     | CRO Croácia                     | 1               |                  |                   | 1  | 10              |
| 9     | ITA Itália                      |                 | 2                |                   | 2  | 5               |
| 10    | CAN Canadá                      |                 | 1                |                   | 1  | 10              |
| –     | AIN Atletas Individuais Neutros |                 | 1                |                   | 1  | –               |
| 11    | GRE Grécia                      |                 |                  | 2                 | 2  | 5               |
| 12    | AUS Austrália                   |                 |                  | 1                 | 1  | 10              |
|       | LTU Lituânia                    |                 |                  | 1                 | 1  | 10              |
|       | POL Polônia                     |                 |                  | 1                 | 1  | 10              |
|       | SUI Suíça                       |                 |                  | 1                 | 1  | 10              |
| TOTAL | TOTAL                           | 14              | 14               | 14                | 42 | —               |